# ييلدن (بيدفوردشير)
ييلدن (بالإنجليزية: Yielden)‏ هي قرية تقع في المملكة المتحدة في شرق انجلترا.